# Chariesthes rubida
Chariesthes rubida là một loài bọ cánh cứng trong họ Cerambycidae.